# Caudillo (película)
La película Caudillo fue el trabajo del salmantino Basilio Martín Patino sobre la figura de Francisco Franco, general que se convirtió en máximo dirigente de la dictadura existente en España entre 1939, año del fin de la guerra civil española, y 1975, año de su fallecimiento. Martín Patino añade con este largometraje una nueva aportación sobre el franquismo, ya abordado sociológicamente con documentales como Queridísimos verdugos o Canciones para después de una guerra.